# Zavare
Zavareh (persisch زواره, auch als Zovar, Zavāreh, Zavâre, Zavvāreh, Īstgāh-ye Zavar und Zūrāvar bekannt) ist der Hauptort des Bachsch' Zavareh im Schahrestan Ardestan, Provinz Isfahan. Bei der Volkszählung 2006 lebten 7.806 Personen in 2.197 Familien.
Zavareh liegt im Nordosten der Provinz Isfahan, am Rande der Kawirwüste. Khodashahr (Gottes Stadt), der erste Technologiestandort im Iran, befindet sich im Osten von Zavareh und wurde mit Investitionen von im Ausland lebenden Iraner gebaut.
Es ist bekannt, dass Zavareh bereits im Sassanidenreich bis zur Seldschukenzeit ein wichtiges Handelszentrum war. Die Stadt ist nach Zavareh, dem Bruder von Rostam, einem mythischen Helden der Iran benannt.